# Alfredo Aglietti
Alfredo Aglietti (San Giovanni Valdarno, 16 settembre 1970) è un allenatore di calcio ed ex calciatore italiano, di ruolo attaccante.
In carriera ha militato in vari club italiani e disputato due campionati di Serie A, con il Napoli e con il Verona, totalizzando in totale 40 presenze e 10 reti.

## Biografia
Ha un figlio di nome Tommaso, nato nel 2000 e di ruolo portiere, che lo ha seguito alla Virtus Entella e alla Reggina.

## Carriera

### Giocatore
Conta 10 reti in Serie A, ed è stato autore del secondo gol del Pontedera nella vittoria in amichevole contro l'Italia di Sacchi (2-1 a Coverciano il 6 aprile 1994). Nella stagione a Pontedera segnò 22 reti in Serie C2, vincendo la classifica cannonieri, aiutando i granata a salire in Serie C1.
Nella stagione 1994-1995, nel girone B di Serie C1, segna 20 gol con la maglia della Reggina, ottenendo il titolo di capocannoniere e contribuendo a portare gli amaranto in Serie B, dove l'anno seguente, sempre con la maglia dei Reggini, realizza 18 reti. L'apice della carriera lo raggiunge nella stagione 1996-1997 quando esordisce in Serie A, acquistato dal Napoli. Non gioca tutte le gare da titolare, segnando 8 gol in campionato e 1 in Coppa Italia: tra questi, la rete che all'ottava giornata, il 3 novembre 1996, consente agli azzurri di pareggiare in trasferta con la Juventus 1-1, e la doppietta del 17 novembre 1996 nella vittoria in casa col Perugia 4-2, alla nona giornata.
In seguito passa al Verona per tre stagioni, prima di una parentesi ai concittadini del Chievo, in Serie B. Nel 2000 torna in Toscana, prima con la maglia della Pistoiese e poi con quella dell'Arezzo. Chiude la carriera calcistica nel 2003 dopo due esperienze in Serie D con Milazzo e Villacidrese.

### Allenatore

#### Dilettanti e giovanili
Il 3 novembre 2004 diventa l'allenatore della Rondinella, in Serie D, subentrando all'esonerato Luciano Bruni. Conclude la stagione al 16º posto. Poco convinto che quella potesse essere la sua nuova professione, per qualche anno ha continuato a lavorare nell'azienda di famiglia, attiva nella grande distribuzione alimentare.
Nel 2005 approda all'Sestese di Sesto Fiorentino, in Serie D, subentrando all'esonerato Roberto D'Annibale. Nel 2006 passa al Viareggio dove conquista primo posto nel girone E della Serie D e annessa promozione in C2. Nel 2007-2008 raggiunge la salvezza ai play-out, e nella stagione 2008-2009 ottiene secondo posto e promozione in Prima Divisione, dopo il verdetto del Consiglio Federale.
La stagione successiva è ingaggiato dalla Sampdoria come allenatore della squadra Primavera. Porta la formazione ligure fino alla final eight del campionato di categoria, dov'è estromesso in semifinale perdendo 4-1 il derby col Genoa.

#### Empoli
Dal 2010 è allenatore dell'Empoli, in Serie B. Confermato sulla panchina azzurra nella stagione successiva, è esonerato il 2 ottobre 2011 a seguito della sconfitta in casa 2-4 col Padova, dopo aver ottenuto in totale 2 vittorie, 5 sconfitte e il sest'ultimo posto in classifica. A febbraio 2012 è richiamato a Empoli, subentrando all'esonerato Guido Carboni; non venendo confermato, il 18 giugno seguente lascia il club toscano dopo averlo salvato ai play-out.

#### Novara
Il 17 novembre 2012 è ingaggiato dal Novara con cui, partendo dalla zona retrocessione, raggiunge a fine torneo le semifinali play-off, venendo sconfitto e eliminato dalla sua ex squadra dell'Empoli (1-1 all'andata, sconfitta 4-1 al ritorno). Esonerato il 18 novembre 2013, a causa dello scarso rendimento della squadra (13 punti in 13 gare) e del quart'ultimo posto in classifica, è sostituito da Alessandro Calori; a questi Aglietti subentra il 16 febbraio 2014, quand'è richiamato sulla panchina dei gaudenziani. Il successivo 7 giugno, all'indomani della sconfitta 0-2 in casa nei play-out d'andata col Varese, è definitivamente esonerato dal club piemontese. Il 12 aprile 2015 rescinde il suo contratto con il Novara.

#### Virtus Entella

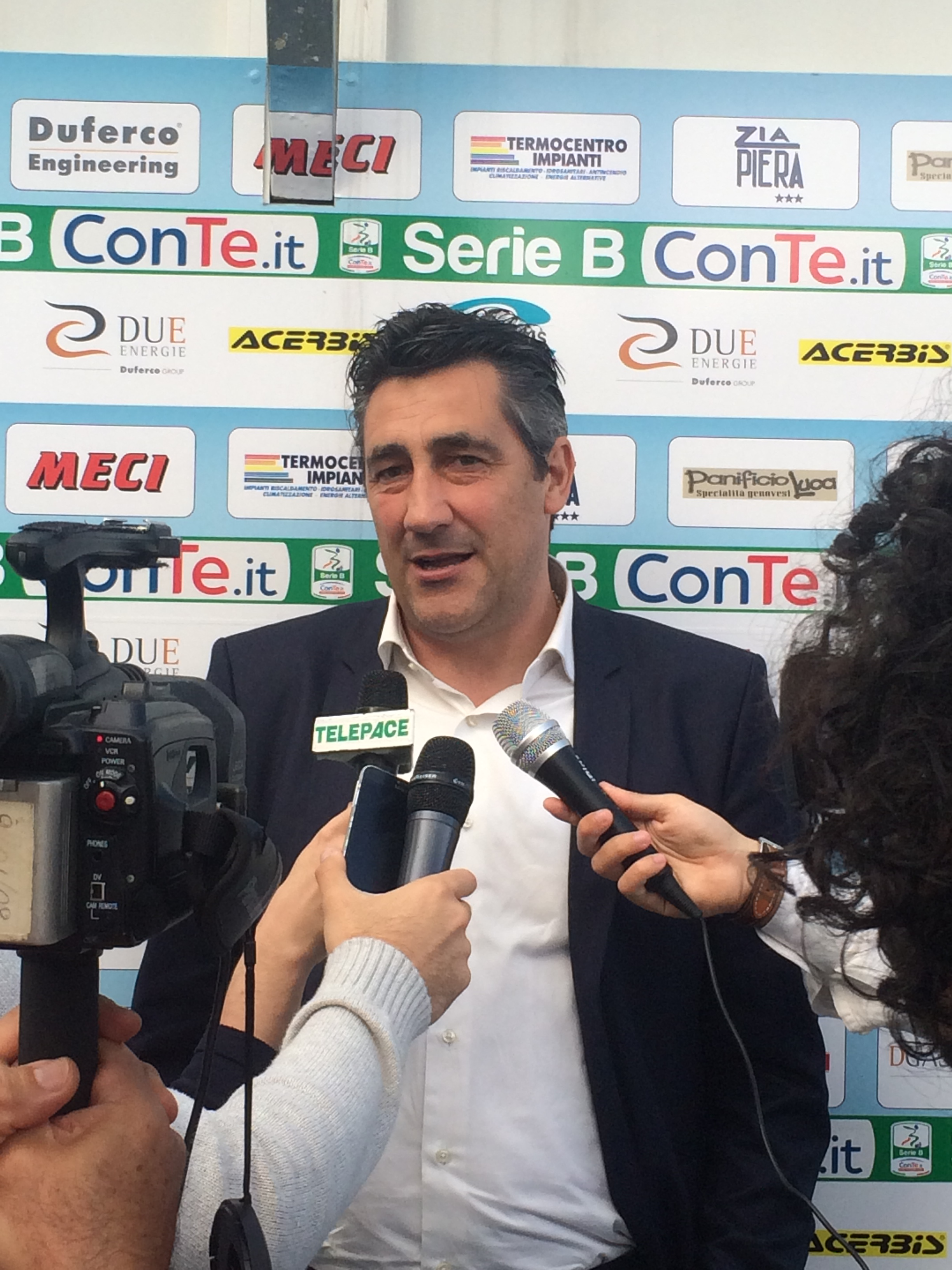
Aglietti alla Virtus Entella nel 2016

Il 12 aprile 2015 firma con la Virtus Entella, club emergente militante in Serie B e momentaneamente al quart'ultimo posto della classifica, in sostituzione dell'esonerato Luca Prina. Non salva direttamente la squadra ligure, nonostante la serie utile messa in fila nello scorcio finale di campionato, e affronta di nuovo i play-out trovandosi di fronte il Modena. A seguito dell'esito della doppia sfida contro gli emiliani, inizialmente la Virtus Entella retrocede in Lega Pro dopo un solo anno di cadetteria.
Ciononostante, nelle settimane successive i liguri vengono riammessi in B a seguito delle sentenze dello scandalo calcioscommesse. Nella stagione 2015-2016 la Virtus Entella si rivela una delle sorprese del campionato arrivando al 9º posto, a solo 1 punto dalla zona play-off, grazie a 12 risultati utili consecutivi ottenuti tra ottobre e dicembre. Il 26 maggio 2016, in scadenza di contratto, lascia la Virtus Entella per alcune divergenze con la società riguardanti i piani futuri e gli subentra Roberto Breda.

#### Ascoli e ritorno alla Virtus Entella
Il 16 giugno 2016 diventa il tecnico dell'Ascoli. Dopo aver condotto la squadra alla salvezza, il 1º giugno 2017 lascia il club marchigiano; a stagione in corso aveva peraltro rassegnato le dimissioni, respinte dalla società, poiché a suo vedere la squadra non lo seguiva più.
Il successivo 6 novembre torna sulla panchina della Virtus Entella, in sostituzione di Gianpaolo Castorina; ritrova così anche il figlio Tommaso, classe 2000 e portiere della Primavera biancoceleste. Viene esonerato il 6 maggio, con la squadra terzultima. Dell’Entella risulta essere ancora oggi il tecnico con più vittorie (24) ed anche più presenze (78) in Serie B.

#### Verona
Il 2 maggio 2019 diventa il nuovo tecnico del Verona in sostituzione dell'esonerato Fabio Grosso, assumendo la guida, a due sole giornate dal termine del torneo, di una squadra reduce da 4 pareggi e 3 sconfitte. Due giorni dopo, al debutto, perde contro il Cittadella per 3-0 uscendo dalla zona play-off. Vince, però, in rimonta la partita seguente per 2-1 (con doppietta di Samuel Di Carmine, suo giocatore all'Entella nel 2016) contro il Foggia, condannandolo alla retrocessione e qualificandosi ai play-off grazie al sesto posto finale (poi diventato quinto dopo i problemi finanziari del Palermo). Ai play-off il Verona supera il primo turno con il Perugia per 4-1 ai supplementari, la semifinale col Pescara (0-0 in casa, 1-0 in trasferta al ritorno) e vince la finale con il Cittadella con un 3-0 al ritorno che ribalta il 2-0 dell'andata, ottenendo così la promozione in Serie A. Nonostante la promozione, non viene confermato per la stagione seguente, venendo sostituito da Ivan Jurić.

#### Chievo
Il 1º marzo 2020 torna a Verona, stavolta nella veste di nuovo tecnico del Chievo, subentrando a Michele Marcolini, esonerato dopo 26 giornate, con la squadra all'ottavo posto in classifica. Tre giorni dopo il debutto pareggia per 1-1 contro l'Ascoli, sua ex squadra, mentre vince la partita seguente, il 9 marzo, per 2-0 contro il Cosenza. Con 5 vittorie, 4 pareggi e 3 sconfitte guida i suoi al sesto posto, posizione utile per disputare i play-off. Dopo aver superato l'Empoli in virtù del miglior piazzamento in classifica, il Chievo di Aglietti si ferma in semifinale contro lo Spezia, vittorioso per in casa 3-1 nella gara di ritorno dopo aver perso per 2-0 la gara d'andata. 

Per la stagione successiva viene confermato sulla panchina clivense e, dopo aver raccolto un punto nelle prime 2 giornate, inanella 4 vittorie consecutive (contro Reggiana, Brescia, Monza e Cosenza), una serie che in casa gialloblù non avveniva da ben tredici anni (stagione 2007-2008 con Giuseppe Iachini allenatore). Con 14 vittorie, 14 pareggi e 10 sconfitte, termina la stagione regolare all'ottavo posto con 56 punti, gli stessi della stagione precedente, ma questa volta viene eliminato al turno preliminare dei play-off dal Venezia (3-2 dopo i tempi supplementari).

#### Reggina, Brescia e Lecco
Il 31 maggio 2021 diventa l'allenatore della Reggina, club in cui ha militato come calciatore dal 1994 al 1996, firmando un contratto biennale. Il 16 agosto al debutto la sua squadra viene eliminata dalla Salernitana ai trentaduesimi di Coppa Italia (2-0). In campionato esordisce il 21 agosto, nel pareggio per 0-0 contro il Monza. La prima vittoria arriva nella giornata successiva, in casa con la Ternana con il punteggio di 3-2. Il 18 settembre, contro la SPAL (2-1), festeggia le 100 vittorie da allenatore in Serie B. Viene esonerato il 13 dicembre, a seguito della sconfitta casalinga contro l'Alessandria per 0-4 dopo 6 sconfitte in 7 gare, di cui 5 consecutive, con la squadra al tredicesimo posto con 22 punti dopo 17 partite.
Il 21 dicembre 2022 firma un contratto fino al termine della stagione con il Brescia, subentrando all'esonerato Pep Clotet, che lascia la squadra al decimo posto con 24 punti dopo 18 partite. Il 16 gennaio 2023, dopo solo due partite alla guida delle rondinelle, in cui ha ottenuto un pareggio all’esordio contro il Palermo e una sconfitta contro il Südtirol, viene esonerato.
Il 12 febbraio 2024 firma un contratto fino al termine della stagione con opzione per la successiva con il Lecco, in Serie B. Dopo aver collezionato solamente due punti in sette partite, il 3 aprile 2024 viene sollevato dall'incarico con la squadra ultima in classifica.

## Statistiche

### Presenze e reti nei club
| Stagione          | Squadra           | Campionato        | Campionato | Campionato | Coppa Italia | Coppa Italia | Coppa Italia | Altre coppe | Altre coppe | Altre coppe | Totale | Totale |
| Stagione          | Squadra           | Comp              | Pres       | Reti       | Comp         | Pres         | Reti         | Comp        | Pres        | Reti        | Pres   | Reti   |
| ----------------- | ----------------- | ----------------- | ---------- | ---------- | ------------ | ------------ | ------------ | ----------- | ----------- | ----------- | ------ | ------ |
| 1987-1988         | RM Firenze        | C2                | 1          | 0          | -            | -            | -            | -           | -           | -           | 1      | 0      |
| 1988-1989         | RM Firenze        | C2                | 5          | 0          | -            | -            | -            | -           | -           | -           | 5      | 0      |
| 1989-1990         | RM Firenze        | C2                | 31         | 8          | -            | -            | -            | -           | -           | -           | 31     | 8      |
| 1990-1991         | Montevarchi       | C2                | 19         | 2          | -            | -            | -            | -           | -           | -           | 19     | 2      |
| 1991-1992         | RM Firenze        | Int               | 33         | 12         | -            | -            | -            | -           | -           | -           | 33     | 12     |
| 1992-1993         | RM Firenze        | CND               | 30         | 11         | -            | -            | -            | -           | -           | -           | 30     | 11     |
| Totale RM Firenze | Totale RM Firenze | Totale RM Firenze | 100        | 31         |              | -            | -            |             |             |             | 100    | 31     |
| 1993-1994         | Pontedera         | C2                | 34         | 22         | -            | -            | -            | -           | -           | -           | 34     | 22     |
| 1994-1995         | Reggina           | C1                | 32         | 20         | CI-C         | 2            | 2            | -           | -           | -           | 34     | 22     |
| 1995-1996         | Reggina           | B                 | 37         | 18         | CI           | -            | -            | -           | -           | -           | 37     | 18     |
| Totale Reggina    | Totale Reggina    | Totale Reggina    | 69         | 38         |              | 2            | 2            |             |             |             | 71     | 40     |
| 1996-1997         | Napoli            | A                 | 28         | 8          | CI           | 6            | 1            | -           | -           | -           | 34     | 9      |
| 1997-1998         | Verona            | B                 | 26         | 9          | CI           | 4            | 4            | -           | -           | -           | 30     | 13     |
| 1998-1999         | Verona            | B                 | 35         | 7          | CI           | 4            | 0            | -           | -           | -           | 39     | 7      |
| 1999-gen. 2000    | Verona            | A                 | 12         | 2          | CI           | 2            | 0            | -           | -           | -           | 14     | 2      |
| Totale Verona     | Totale Verona     | Totale Verona     | 73         | 18         |              | 10           | 4            |             |             |             | 83     | 22     |
| gen.-giu. 2000    | Chievo            | B                 | 10         | 2          | CI           | -            | -            | -           | -           | -           | 10     | 2      |
| 2000-2001         | Pistoiese         | B                 | 18         | 3          | CI           | -            | -            | -           | -           | -           | 18     | 3      |
| 2001-2002         | Arezzo            | C1                | 13         | 2          | CI           | -            | -            | -           | -           | -           | 13     | 2      |
| 2002-2003         | Arezzo            | C1                | 15         | 0          | CI           | -            | -            | -           | -           | -           | 15     | 0      |
| Totale Arezzo     | Totale Arezzo     | Totale Arezzo     | 28         | 2          |              | -            | -            |             |             |             | 28     | 2      |
| 2003              | Milazzo           | D                 | 3          | 1          | -            | -            | -            | -           | -           | -           | 3      | 1      |
| 2003              | Villacidrese      | D                 | 19         | 11         | -            | -            | -            | -           | -           | -           | 19     | 11     |
| Totale carriera   | Totale carriera   | Totale carriera   | 401        | 139        |              | 18           | 7            |             |             |             | 419    | 146    |

### Statistiche da allenatore
Statistiche aggiornate al 3 aprile 2024.
| Stagione              | Squadra               | Campionato            | Campionato | Campionato | Campionato | Campionato | Coppe nazionali | Coppe nazionali | Coppe nazionali | Coppe nazionali | Coppe nazionali | Coppe continentali | Coppe continentali | Coppe continentali | Coppe continentali | Coppe continentali | Altre coppe | Altre coppe | Altre coppe | Altre coppe | Altre coppe | Totale | Totale | Totale | Totale | % Vittorie | Piazzamento        |
| Stagione              | Squadra               | Comp                  | G          | V          | N          | P          | Comp            | G               | V               | N               | P               | Comp               | G                  | V                  | N                  | P                  | Comp        | G           | V           | N           | P           | G      | V      | N      | P      | %          | Piazzamento        |
| --------------------- | --------------------- | --------------------- | ---------- | ---------- | ---------- | ---------- | --------------- | --------------- | --------------- | --------------- | --------------- | ------------------ | ------------------ | ------------------ | ------------------ | ------------------ | ----------- | ----------- | ----------- | ----------- | ----------- | ------ | ------ | ------ | ------ | ---------- | ------------------ |
| 2004-2005             | Rondinella            | D                     | 38+2       | 11+1       | 10         | 17+1       | CI-D            | 10              | 6               | 2               | 2               | -                  | -                  | -                  | -                  | -                  | -           | -           | -           | -           | -           | 50     | 18     | 12     | 20     | 36,00      | 16º                |
| 2005-2006             | Sestese               | D                     | 34         | 10         | 13         | 11         | CI-D            | 4               | 1               | 1               | 2               | -                  | -                  | -                  | -                  | -                  | -           | -           | -           | -           | -           | 38     | 11     | 14     | 13     | 28,95      | 10º                |
| 2006-2007             | Viareggio             | D                     | 34+2       | 22+1       | 9+0        | 3+1        | CI-D            | 8               | 4               | 3               | 1               | -                  | -                  | -                  | -                  | -                  | -           | -           | -           | -           | -           | 44     | 27     | 12     | 5      | 61,36      | 1º (prom.)         |
| 2007-2008             | Viareggio             | C2                    | 34+2       | 10+2       | 9          | 15         | CI-C            | 8               | 3               | 4               | 1               | -                  | -                  | -                  | -                  | -                  | -           | -           | -           | -           | -           | 44     | 15     | 13     | 16     | 34,09      | 14º                |
| 2008-2009             | Viareggio             | 2D                    | 34+2       | 15+1       | 13         | 6+1        | CI-LP           | 4               | 1               | 2               | 1               | -                  | -                  | -                  | -                  | -                  | -           | -           | -           | -           | -           | 40     | 17     | 15     | 8      | 42,50      | 2º                 |
| Totale Viareggio      | Totale Viareggio      | Totale Viareggio      | 108        | 51         | 31         | 26         |                 | 20              | 8               | 9               | 3               |                    | -                  | -                  | -                  | -                  |             | -           | -           | -           | -           | 128    | 59     | 40     | 29     | 46,09      |                    |
| 2010-2011             | Empoli                | B                     | 42         | 13         | 18         | 11         | CI              | 2               | 1               | 0               | 1               | -                  | -                  | -                  | -                  | -                  | -           | -           | -           | -           | -           | 44     | 14     | 18     | 12     | 31,82      | 9º                 |
| 2011-2012             | Empoli                | B                     | 23+2       | 8+1        | 6+1        | 9          | CI              | 2               | 2               | 0               | 0               | -                  | -                  | -                  | -                  | -                  | -           | -           | -           | -           | -           | 27     | 11     | 7      | 9      | 40,74      | Eson., Sub., 18º   |
| Totale Empoli         | Totale Empoli         | Totale Empoli         | 67         | 22         | 25         | 20         |                 | 4               | 3               | 0               | 1               |                    | -                  | -                  | -                  | -                  |             | -           | -           | -           | -           | 71     | 25     | 25     | 21     | 35,21      |                    |
| nov. 2012-2013        | Novara                | B                     | 27+2       | 16         | 5+1        | 6+1        | CI              | -               | -               | -               | -               | -                  | -                  | -                  | -                  | -                  | -           | -           | -           | -           | -           | 29     | 16     | 6      | 7      | 55,17      | Sub., 5º           |
| 2013-2014             | Novara                | B                     | 31+1       | 7          | 12         | 12+1       | CI              | 2               | 1               | 0               | 1               | -                  | -                  | -                  | -                  | -                  | -           | -           | -           | -           | -           | 34     | 8      | 12     | 14     | 23,53      | Eson., Sub., Eson. |
| Totale Novara         | Totale Novara         | Totale Novara         | 61         | 23         | 18         | 20         |                 | 2               | 1               | 0               | 1               |                    | -                  | -                  | -                  | -                  |             | -           | -           | -           | -           | 63     | 24     | 18     | 21     | 38,10      |                    |
| apr.-giu. 2015        | Virtus Entella        | B                     | 7+2        | 1          | 4+2        | 2          | CI              | -               | -               | -               | -               | -                  | -                  | -                  | -                  | -                  | -           | -           | -           | -           | -           | 9      | 1      | 6      | 2      | 11,11      | Sub., 18º          |
| 2015-2016             | Virtus Entella        | B                     | 42         | 17         | 13         | 12         | CI              | 1               | 0               | 0               | 1               | -                  | -                  | -                  | -                  | -                  | -           | -           | -           | -           | -           | 43     | 17     | 13     | 13     | 39,53      | 9º                 |
| 2016-2017             | Ascoli                | B                     | 42         | 10         | 19         | 13         | CI              | 1               | 0               | 1               | 0               | -                  | -                  | -                  | -                  | -                  | -           | -           | -           | -           | -           | 43     | 10     | 20     | 13     | 23,26      | 15º                |
| nov. 2017-mag. 2018   | Virtus Entella        | B                     | 27         | 6          | 9          | 12         | CI              | -               | -               | -               | -               | -                  | -                  | -                  | -                  | -                  | -           | -           | -           | -           | -           | 27     | 6      | 9      | 12     | 22,22      | Sub., Eson.        |
| Totale Virtus Entella | Totale Virtus Entella | Totale Virtus Entella | 78         | 24         | 28         | 26         |                 | 1               | 0               | 0               | 1               |                    | -                  | -                  | -                  | -                  |             | -           | -           | -           | -           | 79     | 24     | 28     | 27     | 30,38      |                    |
| mag.-giu. 2019        | Verona                | B                     | 2+5        | 1+3        | 0+1        | 1+1        | CI              | -               | -               | -               | -               | -                  | -                  | -                  | -                  | -                  | -           | -           | -           | -           | -           | 7      | 4      | 1      | 2      | 57,14      | Sub., 5º (prom.)   |
| mar.-ago. 2020        | Chievo                | B                     | 12+3       | 5+1        | 4+1        | 3+1        | CI              | -               | -               | -               | -               | -                  | -                  | -                  | -                  | -                  | -           | -           | -           | -           | -           | 15     | 6      | 5      | 4      | 40,00      | Sub., 6º           |
| 2020-2021             | Chievo                | B                     | 38+1       | 14         | 14         | 10+1       | CI              | 1               | 0               | 1               | 0               | -                  | -                  | -                  | -                  | -                  | -           | -           | -           | -           | -           | 40     | 14     | 15     | 11     | 35,00      | 8º                 |
| Totale Chievo         | Totale Chievo         | Totale Chievo         | 54         | 20         | 19         | 15         |                 | 1               | 0               | 1               | 0               |                    | -                  | -                  | -                  | -                  |             | -           | -           | -           | -           | 55     | 20     | 20     | 15     | 36,36      |                    |
| lug.-dic. 2021        | Reggina               | B                     | 17         | 6          | 4          | 7          | CI              | 1               | 0               | 0               | 1               | -                  | -                  | -                  | -                  | -                  | -           | -           | -           | -           | -           | 18     | 6      | 4      | 8      | 33,33      | Eson.              |
| dic. 2022-gen. 2023   | Brescia               | B                     | 2          | 0          | 1          | 1          | CI              | -               | -               | -               | -               | -                  | -                  | -                  | -                  | -                  | -           | -           | -           | -           | -           | 2      | 0      | 1      | 1      | &0,00      | Sub., Eson.        |
| feb.-apr. 2024        | Lecco                 | B                     | 7          | 0          | 2          | 5          | -               | -               | -               | -               | -               | -                  | -                  | -                  | -                  | -                  | -           | -           | -           | -           | -           | 7      | 0      | 2      | 5      | &0,00      | Sub., Eson.        |
| Totale carriera       | Totale carriera       | Totale carriera       | 515        | 181        | 171        | 163        |                 | 44              | 19              | 14              | 11              |                    | -                  | -                  | -                  | -                  |             | 2           | 1           | 0           | 1           | 561    | 201    | 185    | 175    | 35,83      |                    |

## Palmarès

### Giocatore

#### Club
- Campionato italiano Serie C1: 1

Reggina: 1994-1995
- Campionato italiano di Serie B: 1

Verona: 1998-1999

#### Individuale
- Capocannoniere della Serie C2: 1

1993-1994 (22 gol)
- Capocannoniere della Serie C1: 1

1994-1995 (20 gol)

### Allenatore
- Campionato italiano Serie D: 1

Viareggio: 2006-2007 (girone E)